# Mulumba Lukoji
Crispin Mulumba Lukoji (ur. 5 marca 1943 w Kipushi, zm. 3 marca 1997 w Johannesburgu) – kongijski (zairski) prawnik i polityk, w 1991 premier Zairu.
Ukończył prawo na Uniwersytecie w Kinszasie, gdzie został następnie profesorem. Studiował także na Columbia University. Przed 1991 był relatywnie nieznany. Jego powołanie przez prezydenta Mobutu Sese Seko miało na celu pozbawienie poparcia opozycyjnych liderów Étienne Tshisekediego i Jeana Nguzy Karl-i-Bonda. 1 kwietnia 1991 objął urząd pierwszego komisarza, z dniem 5 lipca przemianowany na premiera. Za jego kadencji w sierpniu 1991 zwołał Kongres Narodowy, który rozpoczął się proces demokratyzacji. W lipcu 1991 złożył dymisję, która nie została przyjęta. Stał się obiektem krytyki opozycji, która oskarżała go o sprzyjanie Mobutu Sese Seko. Po raz drugi podał się do dymisji 29 września ze względu na zamieszki i konflikt polityczny. Kolejnym premierem został Étienne Tshisekedi. Zmarł w 1997 w Johannesburgu wskutek zawału serca.